# Dolina Ihlary

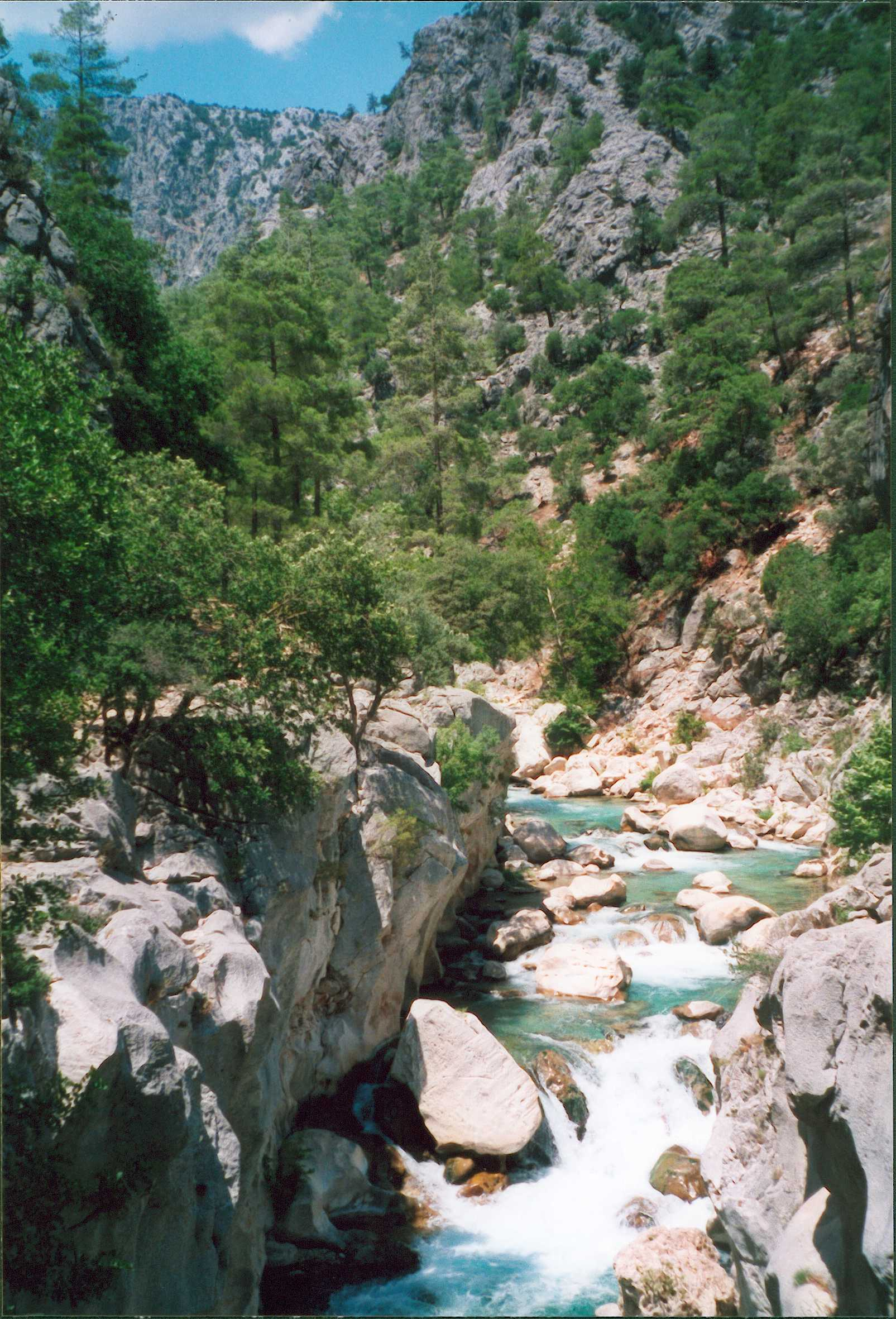

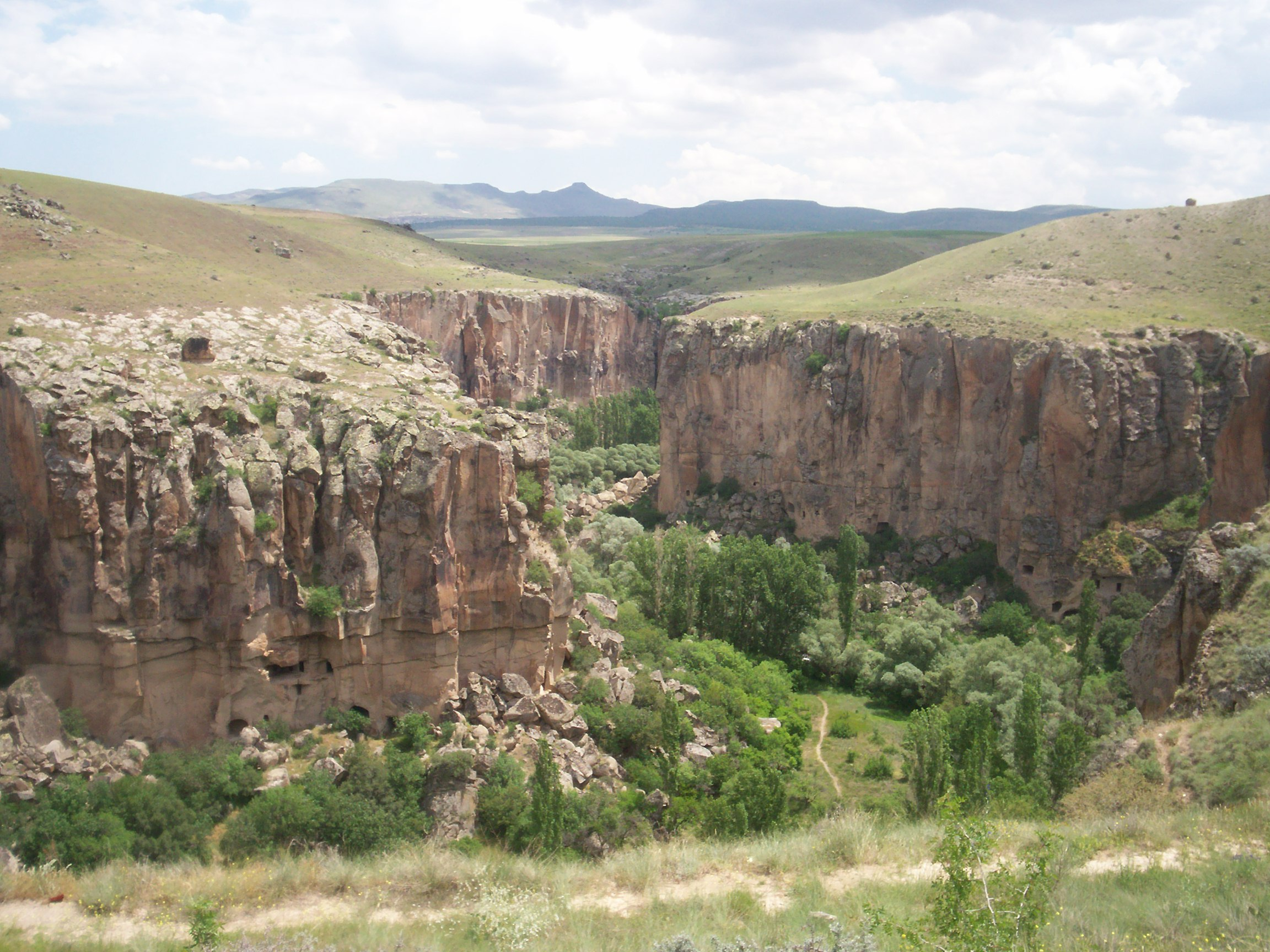

Dolina Ihlary (tur. Ihlara Vadisi, gr. Περιςτρεμα) – kanion o długości 15 km i głębokości ok. 150 m w centralnej Anatolii, ok. 40 km na południe od miasta Aksaray i na zachód od Niğde. Od IV wieku wzniesiono w dolinie ok. 105 kościołów, z tego 13 jest dostępnych do zwiedzania.